# دویلت
دویلت (به انگلیسی: devilette) یک زن مو قهوه‌ای است که یک لباس قرمز رنگ و تنگ و یکپارچه از جنس لاتکس پوشیده و یک دم و یک جفت شاخ دارد. (به سبک غول بی‌اس‌دی). آنها معمولاً در رویدادهایی که به بی‌اس‌دی مربوط می‌شوند به صورت مدل‌های تبلیغاتی ظاهر می‌شوند. دویلت اصلی سرن ارسن بود.